# Odd Taxi
Odd Taxi (яп. オッドタクシー, Oddo Takushī) (стилізована назва ODDTAXI) — японський аніме-серіал 2021 року. Події серіалу розгортаються з точки зору антрофоморфних персонажів, головним з яких є морж Хіроші Одокава, що завдяки своїй роботі таксистом дізнається про різні таємниці та дивацтва, що відбуваються в Токіо, зокрема про дивне зникнення школярки, через яке його переслідують поліція та якудза.
Серіал отримав низку нагород, зокрема «Найкращий аніме-серіал 2021 року» від IGN, «Найкращий протагоніст» та «Найкращий режисер» на 6-му нагородженні Crunchyroll Anime Awards, а також нагороду «Нове обличчя» на Japan Media Arts Festival.